# Nazionale maschile di cricket dell'Australia
La nazionale di cricket dell'Australia è la squadra nazionale di cricket, posta sotto l'egida del Australian Cricket Board. Ha partecipato a tutte le edizioni della Coppa del Mondo di cricket ed è la nazionale più titolata del mondo.

## Storia

### Gli albori
La storia della squadra di cricket australiana iniziò quando undici giocatori di cricket delle colonie del Nuovo Galles del Sud e Victoria formarono una squadra per giocare contro una formazione itinerante di giocatori di cricket professionisti inglesi a Melbourne nel marzo 1877. Annunciata come "Grand Combination match", la partita è ora nota come il primo test match e venne vinta dalla Australia per 45 runs. 
Nella sfida disputata a partire dal 28 agosto 1882 al The Oval di Londra per la prima volta nella storia la selezione inglese fu sconfitta in casa dalla selezione australiana destando non poco scalpore e delusione nei tifosi inglesi. Ironicamente in quei giorni la rivista Sporting News pubblicò un ironico necrologio per ricordare la "morte" del cricket inglese e il fatto che le ceneri sarebbero state portate in Australia.

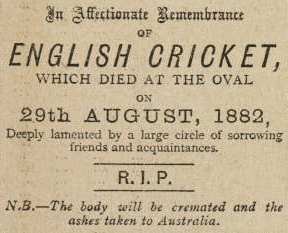
Il necrologio

### L'epoca d'oro
Il periodo compreso tra la stagione 1890 e l'inizio della prima guerra mondiale nel 1914 viene spesso definito "l'età dell'oro del cricket".

Oltre all'Inghilterra, che rimase la principale rivale degli australiani, dalla fine del XIX secolo vennero disputate partite internazionali anche con la Nuova Zelanda e il Sudafrica.
Nella cosiddetta epoca d'oro, l'Australia, capitanata da Joe Darling, Monty Noble e Clem Hill, vinse otto dei dieci test match.
L'ultima partita prima dello scoppio della prima guerra mondiale fu il Torneo Triangolare del 1912, caratterizzato da scontri tra i giocatori australiani e il ritiro dei Big Six dalla tournée.

### Periodo interbellico
Dopo la fine della prima guerra mondiale, le tournée internazionali ripresero nella stagione 1920/21. La squadra inglese, guidata da Johnny Douglas, perdendo tutti e cinque i test match dell'Ashes Tour.
Nelle tre serie tra il 1920 e il 1925 la selezione australiana perse solo una delle 15 prove disputate contro la squadra inglese. Tuttavia, la serie positiva finì nella seconda metà degli anni '20 con la sconfitta del tour nella stagione 1928/29.Il tour inglese del 1930 segnò una nuova era di successi per la squadra australiana, portandola a vincere 9 eo 10 test match.

Il tour inglese in Australia del 1932-33 è considerato uno degli episodi più infami del cricket, a causa dell'uso della bodyline da parte della squadra inglese, istruita dal suo capitano a lanciare palle rapide e corte, puntando al corpo dei battitori australiani. La tattica, sebbene efficace, fu ampiamente considerata dalla folla australiana come crudele e antisportiva. Gli infortuni di Bill Woodfull, colpito alla altezza del cuore, e di Bert Oldfield, che ricevette una frattura cranica (anche se da una palla non bodyline), esacerbarono la situazione, causando quasi una rivolta da parte dei 50.000 tifosi all'Adelaide Oval durante il terzo test. Il conflitto sportivo rischiò di sfociare in un incidente diplomatico tra i due paesi, con alcuni politici australiani che presentarono protesta formale. L'Inghilterra vinse la serie di test 4-1, ma la tattica bodyline fu bandita dall'anno successivo.

A causa dello scoppio della seconda guerra mondiale i test match subirono un nuovo stop tra il 1938 e il 1946.

### Periodo postbellico
La squadra australiana continuò il suo successo dopo la fine della seconda guerra mondiale, giocando nel 1945-46 il primo test match di sempre contro la Nuova Zelanda.
L'Australia fu di gran lunga la squadra di maggior successo degli anni '40, rimanendo imbattuta per tutto il decennio, vincendo due serie Ashes contro l'Inghilterra e la sua prima serie di test contro l'India.
Nel 1948 la squadra australiana, guidata dal capitano Don Bradman, ottiene il soprannome degli Invincibili, perdendo solo una delle 32 partite giocate durante il tour (23 vittorie, 8 paraggi).
Nella prima metà degli anni 50, l'Australia subì un calo prestazionale, perdendo tre serie consecutive delle Ashes contro l'Inghilterra.

La squadra australiana subì un notevole calo prestazionale negli anni 50, perdendo tre serie consecutive delle Ashes. Tra il 1958 e il 1968, gli australiani tornarono a vincere le Ashes contro l'Inghilterra, vincendo 3 serie consecutive.

Nel 1997 si tenne al Melbourne Cricket Ground di Melbourne lo storico Centenary Test, pensato per celebrare l'anniversario della prima partita test match di sempre tra Australia e Inghilterra. Gli australiani vinsero di 45 runs, lo stesso identico risultato della partita svoltasi 10 anni prima.

### Il cricket ODI
Nel 1971 l'Inghilterra gioca la sua prima partita ODI e inizia a prendere parte a diversi tour giocati col format di un solo giorno. Nel 1975, durante l'edizione inaugurale della Coppa del Mondo, l'Australia terminò al secondo posto, perdendo la finale al Lord's Cricket Ground di Londra contro le Indie Orientali di sole 17 runs. Durante la Coppa del Mondo di cricket 1979 e 1983 la nazionale australiana non riuscì a ripetere i successi della prima edizione, venendo eliminata ai gironi in entrambe le edizioni.

Nel 1981 particolarmente rilevante fu una partita ODI contro la Nuova Zelanda. Con i neozelandesi che avevano bisogno di un 6 per vincere, il capitano Greg Chappell ordinò al fratello Trevor Chapell di lanciare una palla mirando al sottobraccio del battitore neozelandese Brian McKechnie. Le conseguenze dell'incidente inasprirono le relazioni politiche tra Australia e Nuova Zelanda, con diverse importanti figure politiche e del cricket che de finirono il gesto "antisportivo" e " non nello spirito del cricket".

Gli anni '80 sono stati un periodo di relativa mediocrità, anche a causa del tumulto causato dai Rebel Tours del Sud Africa e il successivo ritiro di diversi giocatori chiave. Molti giocatori australiani, definiti ribelli, sono stati finanziati dal South African Cricket Board per competere contro la sua nazionale, che era stata bandita dalle competizioni internazionali a causa delle politiche razziste di apartheid del governo sudafricano.

### Il primo mondiale vinto e l'inizio della Golden Era
La cosiddetta "Golden Era" del cricket australiano si è verificata tra la fine del XX secolo e l'inizio del XXI secolo. In questo periodo la squadra si è ripresa dagli scandali degli anni 80,creando quella che per molti analisti sportivi è probabilmente la squadra di test più forte della storia.

Nel 1987 l'Australia vinse il suo primo mondiale, battendo in semifinale il Pakistan al Gaddafi Stadium di Lahore e l'Inghilterra per 7 runs nella finale svoltasi al Eden Gardens di Calcutta.

Gli anni '90 e l'inizio del 21° secolo sono probabilmente il periodo di maggior successo per l'Australia, vincendo quasi tutte le serie di Ashes. Esclusa l'eliminazione nel turno preliminare della Coppa del Mondo di cricket 1992, giocato in patria e in Nuova Zelanda, il titolo della Coppa del Mondo divenne quasi scontato per la squadra australiana. Dopo un secondo posto nel 1996, i successivi tre mondiali (1999, 2003, 2007) furono vinti consecutivamente dalla Australia, che realizzò l'unica tripletta di una squadra nazionale ai mondiali. La serie positiva terminò durante la Coppa del Mondo di cricket 2011, quando la selezione australiana venne eliminata ai quarti contro l'india nella partita giocata al Sardar Patel Stadium di Ahmedabad.

### Il calo prestazionale e le partite T20
A partire dagli anni '10 del 2000, l'Australia subisce un notevole calo delle prestazioni. Nella Coppa del Mondo T20 maschile di cricket 2009 la nazionale non riuscì a superare il girone, venendo battuta da Indie Occidentali e Sri Lanka. Nel 2010 la selezione australiana riuscì invece a partecipare alla sua prima finale mondiale T20, perdendola per 7 wickets contro l'Inghilterra. Ai mondiali T20 del 2012 in Sri Lanka viene invece eliminata in semifinale per 74 runs contro le Indie Occidentali, mentre nel 2014 non riesce nemmeno a superare il girone.

Il periodo di rinascita internazionale della selezione australiana si ha nel 2015, durante la Coppa del Mondo di cricket 2015 (ODI), giocata in casa. La squadra, piazzatosi seconda nel girone solo dietro la Nuova Zelanda, batté Pakistan e India nella fase ad eliminazione diretta e vinse la finale al Melbourne Cricket Ground contro la Nuova Zelanda per 7 wickets, alzando la sua quinta coppa del mondo. L'anno successivo la squadra non riuscì a con fermarsi, venendo eliminata ai giorni nella Coppa del Mondo T20 maschile di cricket 2016.

### Lo scandalo delle palle manomesse e gli anni '20 del 2000
Il 25 marzo 2018, durante la terza partita di prova contro i padroni di casa del Sud Africa, i giocatori Cameron Bancroft, Steve Smith, David Warner e il gruppo dirigente della squadra furono implicati in uno scandalo di manomissione della palla. Smith e Bancroft ammisero di aver cospirato per alterare le condizioni della palla strofinandola con un pezzo di nastro adesivo contenente granuli abrasivi raccolti da terra (in seguito fu rivelato che era stata utilizzata della carta vetrata). Smith dichiarò che lo scopo era quello di ottenere un vantaggio modificando illegalmente la superficie della palla, generando uno swing inverso. L'ICC impose a Smith una squalifica di una partita e una multa del 100% della quota di partecipazione alla partita, mentre Bancroft fu multato del 75% della sua quota di partecipazione e ricevette 3 punti di demerito,mentre Cricket Australia sospese Smith e Warner per 12 mesi e Bancroft per 9 mesi.

Nel 2019 l'Australia arrivò seconda nella fase a gironi della Coppa del Mondo, venendo dall'Inghilterra a Edgbaston in semifinale. L'Australia nello stesso anno vinse le Ashes, alzando il trofeo per la prima volta su suolo inglese dal 2001, vincendo il quarto test all'Old Trafford.

Nel 2021 torna a disputarsi, dopo lo stop per la pandemia di COVID-19 la Coppa del Mondo T20, per la prima volta ospitata dall'Oman e dagli Emirati Arabi. L'Australia, terminando al secondo posto del girone, si qualificò per la fase ad eliminazione diretta tenutasi a Dubai, battendo di 5 wickets il Pakistan in semifinale e di 8 wickets la Nuova Zelanda in finale, riuscendo a vincere il suo primo mondiale T20.

Il 2023 viene considerato un anno memorabile per l'Australia: dal 7 all'11 giugno la squadra giocò la sua prima finale ai mondiali test, battendo di 209 runs l'India e vincendo il suo primo mondiale nel format. Ad ottobre dello stesso anno, la squadra prese parte alla Coppa del Mondo di cricket 2023, vincendo il suo sesto mondiale ODI grazie alla vittoria contro l'India al Narendra Modi Stadium.

Nel 2024 l'Australia affronta una deludente Coppa del Mondo T20, venendo eliminata al Super Eight dall'India e dall'Afghanistan, squadra rivelazione del torneo.
Nel 2025 l'Australia prende parte all'ICC Champions Trophy dal 19 febbraio al 9 marzo in Pakistan, venendo inserito nel gruppo B, terminando al secondo posto nel girone, vincendo contro l'Inghilterra e non giocando per pioggia le partite contro Afghanistan e Sudafrica. Il 4 marzo gli australiani hanno giocato la semifinale contro l'India al Dubai International Cricket Stadium di Dubai, perdendo di 4 wickets e venendo eliminata dal torneo.

## Albo d'oro

### ICC World Test Championship
| Anno      | Round     | Pos.   | GP | W  | L  | D | T |
| --------- | --------- | ------ | -- | -- | -- | - | - |
| 2019-2021 | Gironi    | 3/9    | 14 | 8  | 4  | 2 | 0 |
| 2021-2023 | Campione  | 1/9    | 19 | 11 | 3  | 5 | 0 |
| 2023-2025 | Finalista | 2/9    | 20 | 13 | 5  | 2 | 0 |
| 2025-2027 | TBD       | TBD    | 3  | 3  | 0  | 0 | 0 |
| Totale    | Totale    | Totale | 56 | 35 | 12 | 9 | 0 |

### Coppa del Mondo di cricket
| Anno   | Round            | Pos.   | GP  | W  | L  | T | NR |
| ------ | ---------------- | ------ | --- | -- | -- | - | -- |
| 1975   | Finalista        | 2/8    | 5   | 3  | 2  | 0 | 0  |
| 1979   | Gironi           | 6/8    | 3   | 1  | 2  | 0 | 0  |
| 1983   | Gironi           | 6/8    | 6   | 2  | 4  | 0 | 0  |
| 1987   | Campione         | 1/8    | 8   | 7  | 1  | 0 | 0  |
| 1992   | Gironi           | 5/9    | 8   | 4  | 4  | 0 | 0  |
| 1996   | Finalista        | 2/12   | 8   | 5  | 3  | 0 | 0  |
| 1999   | Campione         | 1/12   | 10  | 7  | 2  | 1 | 0  |
| 2003   | Campione         | 1/14   | 11  | 11 | 0  | 0 | 0  |
| 2007   | Campione         | 1/16   | 11  | 11 | 0  | 0 | 0  |
| 2011   | Quarti di finale | 6/14   | 7   | 4  | 2  | 0 | 1  |
| 2015   | Campione         | 1/14   | 9   | 7  | 1  | 0 | 1  |
| 2019   | Semifinale       | 4/10   | 10  | 7  | 3  | 0 | 0  |
| 2023   | Campione         | 1/10   | 11  | 9  | 2  | 0 | 0  |
| Totale | Totale           | Totale | 106 | 78 | 25 | 1 | 2  |

### Coppa del Mondo T20 maschile di cricket
| Anno   | Round      | Pos.   | GP | W  | L  | T | NR |
| ------ | ---------- | ------ | -- | -- | -- | - | -- |
| 2007   | Semifinale | 3/12   | 6  | 3  | 3  | 0 | 0  |
| 2009   | Gironi     | 11/12  | 2  | 0  | 2  | 0 | 0  |
| 2010   | Finalista  | 2/12   | 7  | 6  | 1  | 0 | 0  |
| 2012   | Semifinale | 3/12   | 6  | 4  | 2  | 0 | 0  |
| 2014   | Super 10   | 8/16   | 4  | 1  | 3  | 0 | 0  |
| 2016   | Super 10   | 6/16   | 4  | 2  | 2  | 0 | 0  |
| 2021   | Campione   | 1/16   | 7  | 6  | 1  | 0 | 0  |
| 2022   | Super 12   | 5/16   | 5  | 3  | 1  | 0 | 1  |
| 2024   | Super 8    | 6/20   | 7  | 5  | 2  | 0 | 0  |
| Totale | Totale     | Totale | 48 | 30 | 17 | 0 | 1  |

### ICC Champions Trophy
| Anno   | Round            | Pos.   | GP | W  | L | T | NR |
| ------ | ---------------- | ------ | -- | -- | - | - | -- |
| 1998   | Quarti di finale | 8/9    | 1  | 0  | 1 | 0 | 0  |
| 2000   | Quarti di finale | 5/11   | 1  | 0  | 1 | 0 | 0  |
| 2002   | Semifinale       | 4/12   | 3  | 2  | 1 | 0 | 0  |
| 2004   | Semifinale       | 3/12   | 3  | 2  | 1 | 0 | 0  |
| 2006   | Campione         | 1/10   | 5  | 4  | 1 | 0 | 0  |
| 2009   | Campione         | 1/8    | 5  | 4  | 0 | 0 | 1  |
| 2013   | Gironi           | 7/8    | 3  | 0  | 2 | 0 | 1  |
| 2017   | Gironi           | 7/8    | 3  | 0  | 1 | 0 | 2  |
| 2025   | Semifinale       | 4/8    | 4  | 1  | 1 | 0 | 2  |
| Totale | Totale           | Totale | 28 | 13 | 9 | 0 | 6  |

### Giochi del Commonwealth
| Anno   | Round     | Pos.   | GP | W | L | T | NR |
| ------ | --------- | ------ | -- | - | - | - | -- |
| 1998   | Finalista | 2/16   | 5  | 4 | 1 | 0 | 0  |
| Totale | Totale    | Totale | 5  | 4 | 1 | 0 | 0  |

## Statistiche
Partite internazionali – Australia 
Aggiornato al 26 luglio 2025.
| Record                  |      |     |     |   |      |
| Format                  | M    | W   | L   | T | D/NR |
| Tests                   | 877  | 422 | 236 | 2 | 217  |
| ODI                     | 1013 | 614 | 355 | 9 | 35   |
| Twenty20 Internationals | 206  | 115 | 84  | 3 | 4    |

### Test match
Aggiornato al 14 luglio 2025 
| Nazionale           | P   | W   | L   | T | NR  |
| ------------------- | --- | --- | --- | - | --- |
| vs Full Members     |     |     |     |   |     |
| Bangladesh          | 6   | 5   | 1   | 0 | 0   |
| India               | 112 | 47  | 34  | 1 | 30  |
| Indie Occidentali   | 123 | 63  | 34  | 1 | 25  |
| Inghilterra         | 361 | 152 | 112 | 0 | 97  |
| Nuova Zelanda       | 62  | 36  | 8   | 0 | 18  |
| Pakistan            | 72  | 37  | 15  | 0 | 20  |
| Sri Lanka           | 35  | 22  | 5   | 0 | 8   |
| Sudafrica           | 102 | 54  | 27  | 0 | 21  |
| Zimbabwe            | 3   | 3   | 0   | 0 | 0   |
| vs Squadre Speciali |     |     |     |   |     |
| World XI            | 1   | 1   | 0   | 0 | 0   |
| Totale              | 877 | 422 | 236 | 2 | 217 |

### ODI
Aggiornato al 4 marzo 2025 
| Nazionale           | P    | W   | L   | T | NR |
| ------------------- | ---- | --- | --- | - | -- |
| vs Full Members     |      |     |     |   |    |
| Afghanistan         | 5    | 4   | 0   | 0 | 1  |
| Bangladesh          | 22   | 20  | 1   | 0 | 1  |
| India               | 152  | 84  | 58  | 0 | 10 |
| Indie Occidentali   | 146  | 79  | 61  | 3 | 3  |
| Inghilterra         | 162  | 92  | 65  | 2 | 3  |
| Irlanda             | 5    | 4   | 0   | 0 | 1  |
| Nuova Zelanda       | 142  | 96  | 39  | 0 | 7  |
| Pakistan            | 111  | 71  | 36  | 1 | 3  |
| Sri Lanka           | 105  | 64  | 37  | 0 | 4  |
| Sudafrica           | 110  | 51  | 55  | 3 | 1  |
| Zimbabwe            | 33   | 29  | 3   | 0 | 1  |
| vs Full Members     |      |     |     |   |    |
| Canada              | 2    | 2   | 0   | 0 | 0  |
| Kenya               | 5    | 5   | 0   | 0 | 0  |
| Namibia             | 1    | 1   | 0   | 0 | 0  |
| Paesi Bassi         | 3    | 3   | 0   | 0 | 0  |
| Scozia              | 5    | 5   | 0   | 0 | 0  |
| Stati Uniti         | 1    | 1   | 0   | 0 | 0  |
| vs squadre speciali |      |     |     |   |    |
| World XI            | 3    | 3   | 0   | 0 | 0  |
| Totale              | 1013 | 614 | 355 | 9 | 35 |

### T20I
Aggiornato al 26 luglio 2025 
| Nazionale           | P   | W   | L  | T | NR |
| ------------------- | --- | --- | -- | - | -- |
| vs Full Members     |     |     |    |   |    |
| Afghanistan         | 2   | 1   | 1  | 0 | 0  |
| Bangladesh          | 11  | 7   | 4  | 0 | 0  |
| India               | 32  | 11  | 20 | 0 | 1  |
| Indie Occidentali   | 25  | 14  | 11 | 0 | 0  |
| Inghilterra         | 26  | 12  | 12 | 0 | 2  |
| Irlanda             | 2   | 2   | 0  | 0 | 0  |
| Nuova Zelanda       | 19  | 13  | 5  | 1 | 0  |
| Pakistan            | 28  | 14  | 12 | 1 | 1  |
| Sri Lanka           | 26  | 15  | 10 | 1 | 0  |
| Sudafrica           | 25  | 17  | 8  | 0 | 0  |
| Zimbabwe            | 3   | 2   | 1  | 0 | 0  |
| vs Full Members     |     |     |    |   |    |
| Namibia             | 1   | 1   | 0  | 0 | 0  |
| Oman                | 1   | 1   | 0  | 0 | 0  |
| Scozia              | 4   | 4   | 0  | 0 | 0  |
| Emirati Arabi Uniti | 1   | 1   | 0  | 0 | 0  |
| Totale              | 206 | 115 | 84 | 3 | 4  |